# كريستوف إيبرت
كريستوف إيبرت (بالإنجليزية: Christof Ebert) (من مواليد 1964 في شتوتغارت) هوو عالم كمبيوتر ألماني ورجل أعمال.
درس الهندسة الكهربائية وعلوم الكمبيوتر من عام 1984 إلى عام 1990 في جامعة شتوتغارت وجامعة ولاية كنساس. في عام 1994 ، حصل على درجة الدكتوراه في جامعة شتوتجارت بشأن التحكم في التعقيد خلال دورة حياة المنتج. من 1994 إلى 2007 ، عمل في شركة ألكاتل-لوسنت أولاً في شتوتغارت، ثم في عام 1996 ، في أنتويرب، وفي عام 2001 ، في باريس. كمدير للهندسة، كان لديه مسؤولية عالمية عن منصات البرمجيات والتكنولوجيا. واعترافًا بمساهماته في تحسين الإنتاجية وهندسة الأنظمة وإدارة دورة حياة المنتج، تم تعيينه عضوًا في أكاديمية ألكاتل-لوسنت التقنية. في عام 2007 ، أسس خدمات استشارات المتجهات، حيث كان المدير الإداري للشركة.
كان كريستوف أستاذاً مساعداً في جامعة شتوتغارت وقد ألف العديد من الكتب ونشر أكثر من 150 منشورًا علميًا. وهو عضو في مجلس معهد مهندسي الكهرباء والإلكترونيات (IEEE Software) وهو رئيس سلسلة مؤتمرات مهندسي الكهرباء والإلكترونيات حول هندسة البرمجيات العالمية (ICGSE). كونه أحد زائري IEEE المتميزين وهو يعمل في هندسة المتطلبات وإدارة المنتجات وهندسة البرمجيات.

## للمزيد من القراءة
- Christof Ebert: Global Software and IT Wiley, New York, USA, 2011, (ردمك 978-0-470-63619-0)
- Christof Ebert and Reiner Dumke: Software Measurement Springer, 2. edition, New York 2007, (ردمك 978-3-540-71648-8)

## وصلات خارجية
- Vector Consulting Services
- Blog on Software Technology
- University of Stuttgart
- IEEE Software Editorial Board